# Copris harrisi
Copris harrisi är en skalbaggsart som beskrevs av Waterhouse 1891. Copris harrisi ingår i släktet Copris och familjen bladhorningar. Inga underarter finns listade i Catalogue of Life.